# 2000
För andra betydelser, se 2000 (olika betydelser).
2000 (MM) var ett skottår som började en lördag i den gregorianska kalendern. 2000 nämns oftare med prefixet "år" än andra årtal, antagligen för att skilja årtalet från andra betydelser av 2000. Året utropades till Internationella fredskulturåret och världsmatematikåret.

## Millenniebuggen
I datorvärlden förväntade man sig vid nyår stora problem med programvara som inte skulle klara av övergången till det nya millenniet. De flesta problemen uteblev dock. Senare under året sprack istället IT-bubblan. (Kallades även Y2K-problemet, Y2K är engelska och står för Year 2 Kilo, det vill säga År 2000.)

## Händelser

### Januari

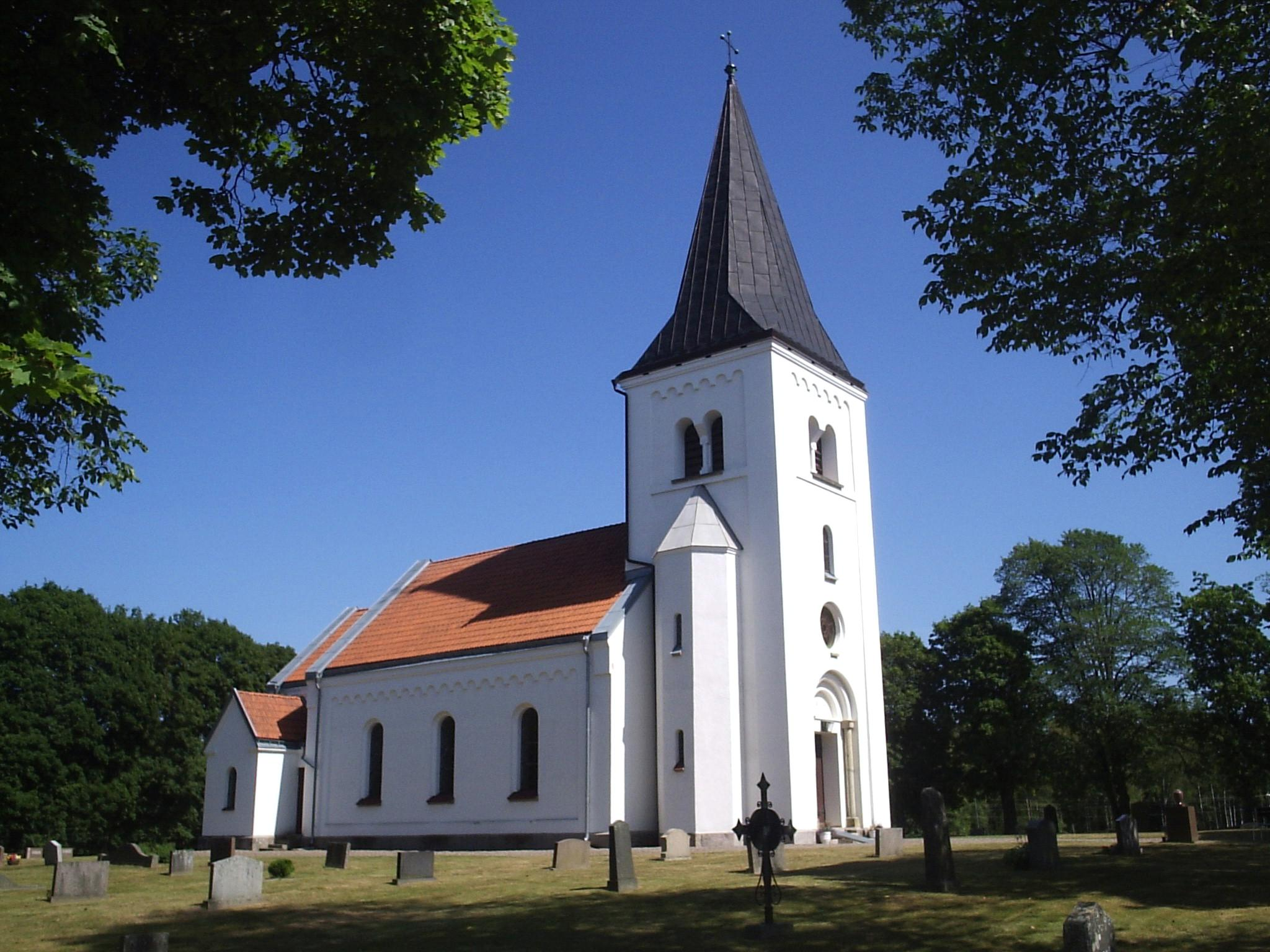
Skilsmässa mellan Svenska kyrkan och svenska staten

- 1 januari – Svenska kyrkan skiljs från svenska staten.
- 4 januari – Två tåg kolliderar på Rörosbanan vid Åsta i Norge, ett från Hamar och ett från Trondheim. 19 personer omkommer i den brand som uppstår.
- 10 januari – America Online tillkännager att de köper Time Warner.
- 11 januari – Trålaren Solway Harvester sjunker utanför Isle of Man.[3].
- 14 januari – En FN-tribunal dömer fem Bosnienkroater till upp till 25 års fängelse för att 1993 ha dödat över 100 bosniska muslimer i en by i Bosnien och Hercegovina.[4]
- 16 januari och 6 februari – Presidentval hålls i Finland.
- 30 januari – En brusten industridamm i Rumänien medför ett omfattande utsläpp av cyanid, vilket påverkar flera länder.
- 31 januari – Alaska Airlines Flight 261 havererar utanför Kaliforniens kust i Stilla havet. 88 passagerare dör.

### Februari
- 3 februari – Cyklonen Leon-Eline upptäcks. Pågick i över en månad.
- 7 februari – Stipe Mesic segrar i valet i Kroatien.
- 9 februari – 800 människor dödas under skyfall i Moçambique
- 13 februari – Den sista originalstrippen av serien Snobben publiceras, sedan seriens skapare Charles M. Schulz avlidit föregående natt i sitt hem i Kalifornien.
- 16 februari –
  - 12 dödas och 40 skadas i en attack mot en buss mot serbiska passagerare i Podujevo, Kosovo.
  - Emery Worldwide Flight 17, en Douglas DC-8, kraschar utanför Sacramento, Kalifornien. Alla 3 ombord omkommer.
- 25 februari – USA:s president Bill Clinton meddelar till USA:s kongress att USA skall delta med soldater vid FN-administrationen i Östtimor till december 2000 [5].

### Mars
- 2 mars – Chiles exdiktator Augusto Pinochet friges från sin husarrest i Storbritannien och återvänder till hemlandet följande dag.
- 4 mars – Playstation 2 lanseras i Japan.
- 10 mars – NASDAQ-index når ett "all-time high" på 5048,62.[6]
- 17 mars –  530 medlemmar av sekten Movement for the Restoration of the Ten Commandments of God dödas i en anlagd brand i sektens kyrka i Kanungu i Uganda. Alla medlemmar har tidigare fått lämna ifrån sig sina ägodelar till sektledaren Joseph Kibwetere.
- 26 mars – Den 72:a Oscarsgalan hålls i Shrine Auditorium i Kalifornien, USA.

### April
- 9 april – Svenskan Elisabeth Hesselblad saligförklaras av påven.
- 22 april – Den sexårige kubanske pojken Elián González hämtas med tvång av amerikansk polis hos släktingar som håller honom i Miami. Aktionen syftar till att återföra pojken till sin pappa på Kuba.
- 23 april – Påsken infaller ovanligt sent.
- 29 april – Bäckaby kyrka i Jönköping, Sverige brinner ner [7].

### Maj

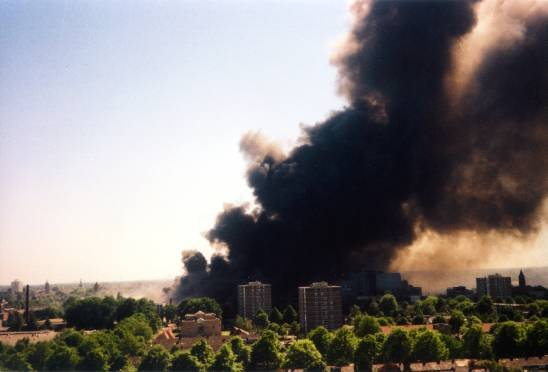
Fyrverkeriolyckan i Enschede

- 11 maj – Indiens miljardte invånare föds.[8][9]
- 12 maj – USA:s president Bill Clinton meddelar till USA:s kongress att USA skall skicka sin flotta till inbördeskrigets Sierra Leone för att kunna utföra evakueringsarbete vid behov [5].
- 13 maj
  - 23 människor dödas och 947 skadas vid en fyrverkeriexplosion i den nederländska staden Enschede.
  - Eurovision Song Contest 2000 sänds från Globen i Stockholm.
- 25 maj – Israels försvarsmakt drar sig tillbaka från södra Libanon efter 22 år.
- 28 maj – En tioårig flicka knivhuggs till döds i ett tält i småländska Orrefors.

### Juni
- 4 juni
  - 94 människor dödas i en jordbävning vid Bengkulu, Indonesien.
  - 31-åriga Pernilla Hellgren mördas.
- 13 juni – Sydkoreas president Kim Dae-jung besöker Nordkorea att delta i det första toppmötet mellan nord och syds presidenter.
- 14 juni – Gullhögenmeteoriten hittas, ett av få upptäckta meteoritnedslag i Sverige.
- 30 juni
  - Cirka 40 förband och regementen samt cirka 20 staber inom svenska Försvarsmakten avvecklas genom försvarsbeslutet 2000.
  - Nio personer omkommer och ett trettiotal skadas under en konsert med gruppen Pearl Jam på Roskildefestivalen.
  - De fyra åtalade för diskoteksbranden i Göteborg 1998 döms för grov mordbrand.

### Juli
- 1 juli

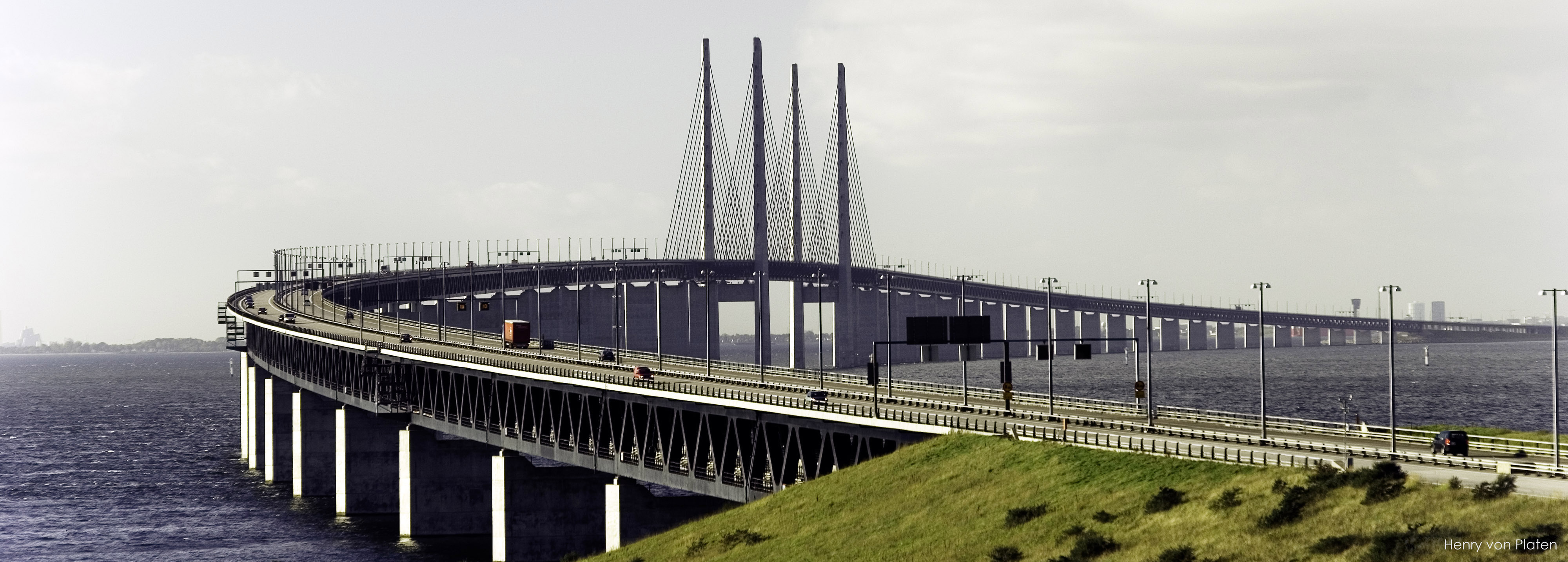
Öresundsbron

  - Öresundsbron invigs och öppnas för trafik.
  - Det svenska gymnasieskolsystemet inför de nya kursplaner som Sveriges riksdag har antagit i mars 1999.
  - Svenska försvarsmakten börjar övergången från invasions- till insatsförsvar.
- 25 juli
  - Ett Concordeflygplan havererar utanför Paris, Frankrike och alla 109 ombord förolyckas. Detta leder så småningom till att man slutar flyga Concorde.
  - USA:s president Bill Clinton meddelar till USA:s kongress att USA dragit ner antalet soldater i NATO-ledda SFOR-stabiliseringsstyrkan från 6 200 till 4 600 [5].
- 27 juli – Indien förbjuder statsanställda att anställa barn under 14 år som hushållsarbetare.[10]

### Augusti
- 10 augusti – Ferenc Mádl blir Ungerns president.

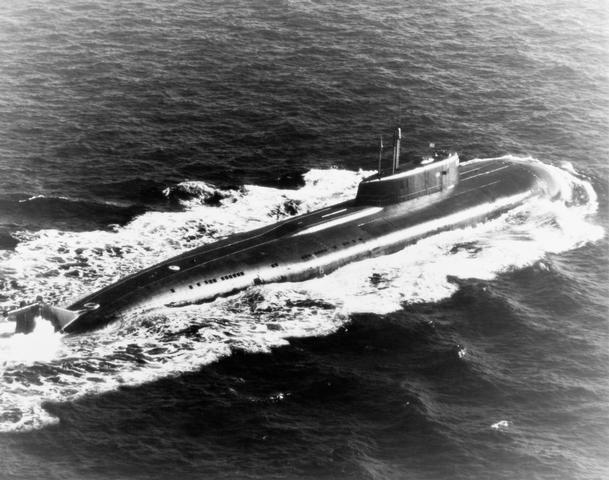
Den ryska ubåten K-141 Kursk förliser i norra Ishavet.

- 12 augusti – Den ryska ubåten K-141 Kursk förliser i norra Ishavet.
- 14 augusti – Det amerikanska demokratiska partiets konvent i Los Angeles nominerar vicepresidenten Al Gore för president och senator Joe Lieberman för vicepresident.
- 20 augusti – Olagliga dykningar påbörjas vid M/S Estonias vrak. Hjärnan bakom expeditionen är den tyska tv-producenten Jutta Rabe.

### September

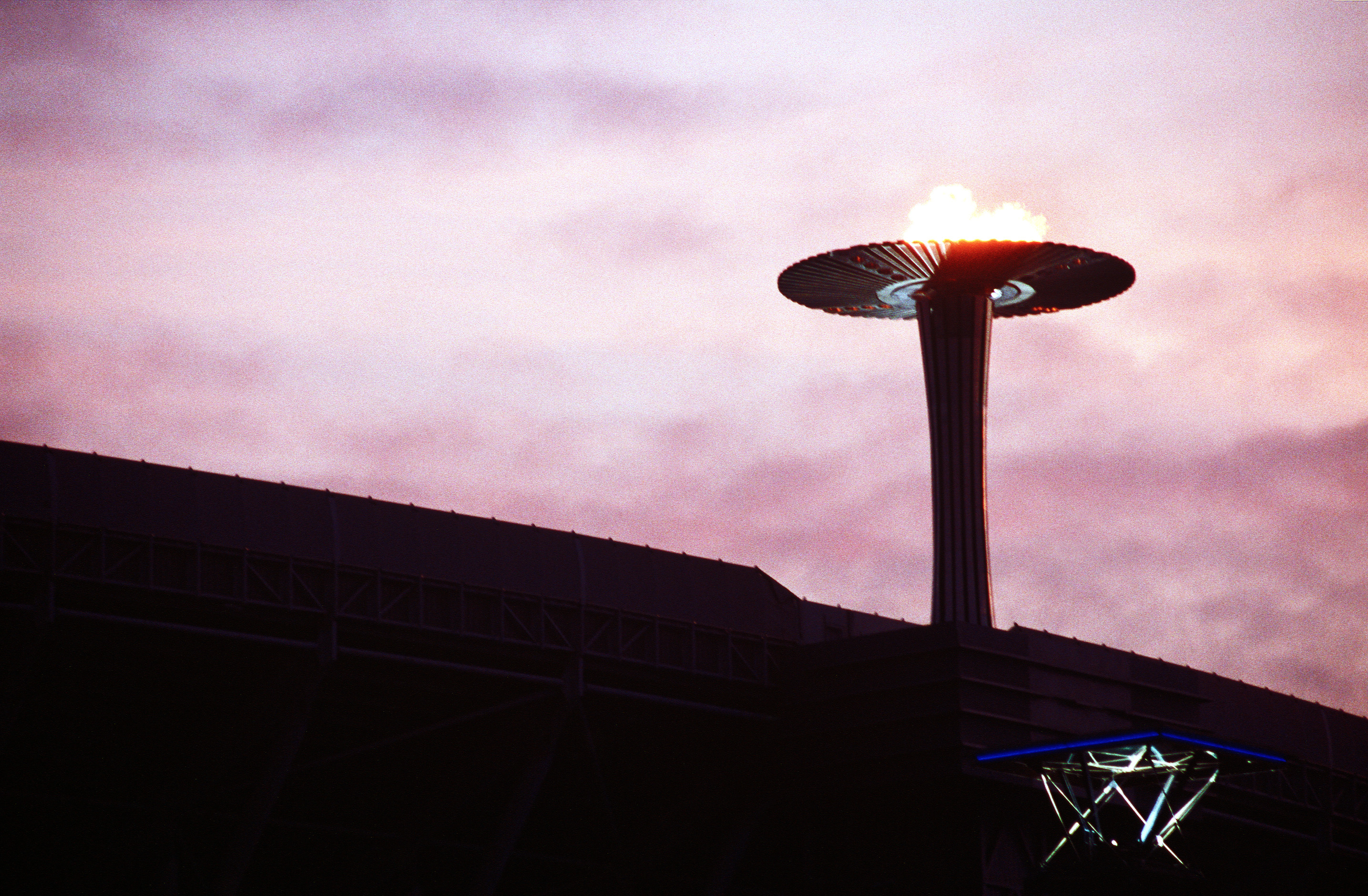
Olympiska sommarspelen i Sydney

- 5 september – Tuvalu ansluter sig till FN.
- 10 september – Operation Barras genomförs under inbördeskriget i Sierra Leone.
- 15 september–1 oktober – Olympiska sommarspelen avgörs i Sydney.
- 19 september – Bilaccis slutar att tas ut i Sverige, efter att ha införts 1955.
- 21 september – Sveriges justitieminister Laila Freivalds avgår efter hård kritik på grund av ett lägenhetsköp. Hon efterträds tillsvidare av Lena Hjelm-Wallén.
- 24 september – Slobodan Milošević förlorar valet i Jugoslavien trots försök till valfusk.
- 28 september – Ariel Sharon besöker Tempelberget, vilket utlöser våldsamma reaktioner bland palestinierna.

### Oktober

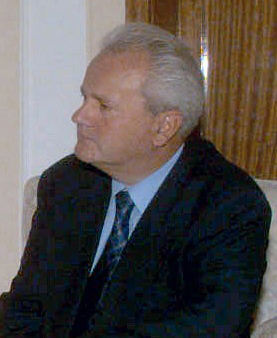
Slobodan Milošević avgår som Jugoslaviens president.

- 5 oktober – Oktoberrevolutionen i Jugoslavien inträffar.
- 6 oktober – Slobodan Milošević avgår som Jugoslaviens president.
- 12 oktober – Amerikanska militärskeppet USS Cole utsätts för bombattentat i Aden, Jemen [5].
- 13 oktober – Amerikanska säkerhetsstyrkor anländer till Aden, Jemen [5].
- 16 oktober – Thomas Bodström blir ny svensk justitieminister.
- 17 oktober – Gränsområdet mellan Schweiz och Italien drabbas av ihållande regn som orsakar översvämningar och jordskred som dödar 36 personer, medan 40 000 måste evakueras. Skador för över 25 miljarder orsakas [11].
- 31 oktober – Singapore Airlines Flight 006, en Boeing 747-400, förolyckas på Taiwan Taoyuan International Airport. 83 av de 179 ombord omkommer.

### November

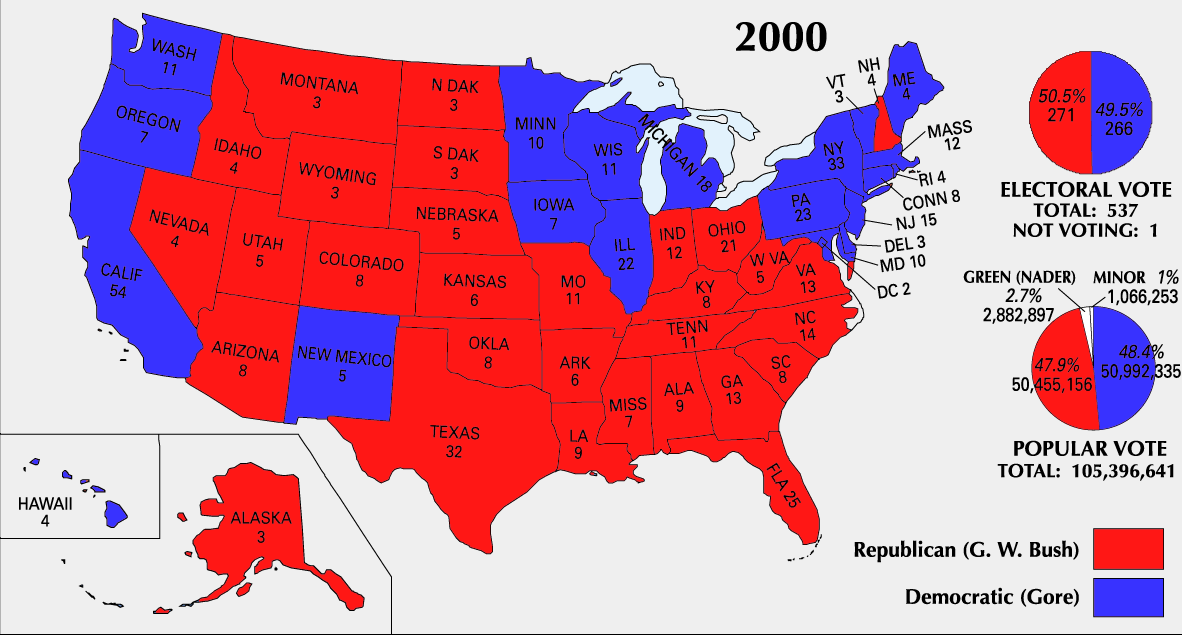
Presidentval i USA.

- 7 november – Republikanen George W. Bush besegrar demokraten Al Gore vid presidentvalet i USA, som blir ett mycket jämnt och omdiskuterat val där omräkning av rösterna begärs.
- 11 november – En brand bryter ut i ett bergbanetåg i Kaprun i Österrike, varvid 155 människor omkommer.
- 14 november - första patent USB-minne (patent-nr US 6148354[12]), M-Systems Flash Disk Pioneers Ltd
- 27 november – Världens längsta vägtunnel, den norska Lærdalstunneln öppnas.

### December
- 1 december – Vicente Fox tillträder som president för Mexiko.
- 9 december – Nynazisten Daniel Wretström mördas.
- 13 december – USA:s högsta domstol säger nej till en ny omräkning av rösterna i presidentvalet, och Al Gore ger upp kampen och därmed står det klart att George W. Bush blir USA:s näste president.
- 22 december – Tre tavlor av Rembrandt stjäls från Nationalmuseum i Stockholm, Sverige.
- 24 december – 18 personer dödas i flera islamistiska bombattentat mot kyrkor i hela Indonesien.
- 30 december – Kraftig snöstorm över Sverige.

### Okänt datum
- SJ:s monopol på persontågtrafiken i Sverige upphör.
- MeritaNordbanken blir Nordens största bank genom att köpa danska Unidanmark och norska Kreditkassen.
- De tre nynazister, som står åtalade för mordet på den svenske syndikalisten Björn Söderberg året innan, döms till fängelse.
- Advokaten Claes Borgström blir den förste mannen på posten som Jämställdhetsombudsmannen (JämO).
- Volvo köper franska Renaults lastbilsdivision.
- Miljöpartisten Birger Schlaug avgår som språkrör och efterträds av Matz Hammarström.
- Telia börsintroduceras och staten säljer ut knappt 50 procent av aktieinnehavet. Teliaaktien är tänkt att bli en "folkaktie".
- Domarna efter polismorden i Malexander 1999 fastställs av Sveriges högsta domstol.
- Vapenföretaget Bofors i Karlskoga säljs till det amerikanska företaget United Defense. Därmed har svensk vapenindustri övergått i utländska händer.
- Den så kallade Polenkabeln, mellan Karlshamn och den polska staden Słupsk, tas i drift.
- Den socialdemokratiska morgontidningen Arbetet går i konkurs och tvingas lägga ner.
- Den nya, moderniserade svenska bibelöversättningen, Bibel 2000, utkommer.
- Post- och telestyrelsen utger licenser för utbyggnaden av tredje generationens mobiltelefoni (3G) i Sverige. Mobiloperatörerna Europolitan, Hi3G, Orange Sverige och Tele2 får licenser, medan Telia blir utan.
- Den svenska ubåten Halland samövar med NATO-ubåtar i Medelhavet.

## Födda

### Januari
- 7 januari – Noah Dobson, kanadensisk ishockeyspelare
- 8 januari – Noah Cyrus, amerikansk skådespelare.
- 22 januari – Lukas Holgersson, svensk skådespelare.
- 26 januari – Nuno Tavares, portugisisk fotbollsspelare.
- 27 januari – Romano Schmid, österrikisk fotbollsspelare.

### Februari
- 3 februari
  - Dominik Bokk, tysk ishockeyspelare.
  - Jack Drury, amerikansk ishockeyspelare.
- 8 februari – Marash Kumbulla, albansk fotbollsspelare.
- 11 februari – Florian Beqiri, albansk sångare.
- 15 februari
  - Jakub Kiwior, polsk fotbollsspelare.
  - Michał Skóraś, polsk fotbollsspelare.
- 20 februari – Josh Sargent, amerikansk fotbollsspelare.
- 25 februari – Joel Farabee, amerikansk ishockeyspelare.

### Mars
- 5 mars – Jack Aitchison, skotsk fotbollsspelare.
- 7 mars – Rasmus Sandin, svensk ishockeyspelare.
- 26 mars – Andrej Svetjnikov, rysk ishockeyspelare.
- 30 mars – Saga Andersson, finländsk stavhoppare.

### April
- 5 april – Sebastian Walukiewicz, polsk fotbollsspelare.
- 9 april – Jackie Evancho, amerikansk sångare.
- 11 april
  - David Gustafsson, svensk ishockeyspelare.
  - Jarno Opmeer, nederländsk före detta racerförare och F1 2020 och F1 2021 e-sportmästare.
- 13 april – Rasmus Dahlin, svensk ishockeyspelare.
- 19 april – Krystyna Kotjeharova, ukrainsk sångare.
- 20 april
  - Klara Hammarström, svensk artist
  - Nils Fröling (fotbollsspelare), svensk fotbollsspelare
- 25 april – Dejan Kulusevski, svensk fotbollsspelare

### Maj
- 2 maj – Johannes Ercan, svensk fotbollsspelare.
- 8 maj – Sandro Tonali, italiensk fotbollsspelare.
- 18 maj – Ryan Sessegnon, engelsk fotbollsspelare.
- 28 maj – Phil Foden, engelsk fotbollsspelare.

### Juni
- 12 juni
  - Olga Carmona, spansk fotbollsspelare.
  - Nina Dano, svensk handbollsspelare.
- 13 juni – Oliver Wahlstrom, amerikansk-svensk ishockeyspelare
- 28 juni – Igor Paixão, brasiliansk fotbollsspelare.

### Juli
- 6 juli – Jesperi Kotkaniemi, finländsk ishockeyspelare.
- 13 juli – Marc Guéhi, engelsk-ivoriansk fotbollsspelare.
- 21 juli – Yesui Bayar, mongolisk simmare.
- 23 juli – Malte Gårdinger, svensk skådespelare.

### Augusti
- 3 augusti – Landry Bender, amerikansk skådespelare.
- 15 augusti – Adam Boqvist, svensk ishockeyspelare.
- 20 augusti – Fátima Ptacek, amerikansk skådespelare.

### September
- 4 september – Peter Gwargis, svensk fotbollsspelare.
- 18 september – Alex Warren, amerikansk singer-songwriter och skapare av komedivideos.
- 28 september – William Ringström, svensk skådespelare.
- 30 september – Tariq Lamptey, engelsk fotbollsspelare.

### Oktober
- 1 oktober – Kalle Rovanperä, finländsk rallyförare.
- 23 oktober – Hanna Ferm, svensk artist.
- 31 oktober – Willow Smith, amerikansk skådespelare.

### November
- 2 november – Alphonso Davies, kanadensisk fotbollsspelare.
- 10 november – Mackenzie Foy, amerikansk fotomodell och barnskådespelare.
- 16 november – Saga Petersson, svensk skådespelare.
- 20 november – Connie Talbot, brittisk sångare.

### December
- 15 december – Mishela Rapo, albansk sångerska.
- 20 december – Nils Höglander, svensk ishockeyspelare.
- 26 december – Isac Elliot, finländsk sångare.
- 31 december – Logan Sargeant, amerikansk racerförare.

## Avlidna

### Första kvartalet

#### Januari
- 2 januari
  - Bengt Liljestrand, 80, svensk militär.
  - Patrick O'Brian, 85, brittisk författare.
- 3 januari
  - Henry H. Fowler, 91, amerikansk demokratisk politiker, USA:s finansminister 1965–1968.
  - Mats Hådell, 55, svensk barnskådespelare, TV-journalist och programledare, SVT:s Aktuellt.
  - Hans Werthén, 80, svensk näringslivsprofil, Electrolux-chef.
- 6 januari – Don Martin, 68, amerikansk serietecknare.
- 15 januari
  - Astrid Kristensson, 83, svensk jurist och politiker.
  - Željko Ražnatović, känd som Arkan, 47, serbisk brottsling.
- 18 januari – Calle Ballonka, 53, känd Göteborgsprofil, kändisfotograf och autografsamlare.
- 19 januari
  - Bettino Craxi, 65, italiensk politiker, premiärminister 1983–1987.
  - Hedy Lamarr, 85, österrikisk-amerikansk skådespelare.
- 21 januari – Dagmar Edqvist, 96, svensk författare.
- 26 januari – A.E. van Vogt, 87, kanadensisk sci-fi-författare.
- 28 januari – Kenneth Waller, 72, brittisk skådespelare.

#### Februari
- 2 februari – Lars-Fritiof Melin, 82, svensk militär.
- 3 februari
  - Richard Kleindienst, 76, amerikansk republikansk politiker, USA:s justitieminister 1972–1973.
  - Pierre Plantard, 79, fransk bluffmakare, grundade det hemliga sällskapet Prieuré de Sion.
- 5 februari – Göran Tunström, 62, svensk författare.
- 10 februari – Jim Varney, 50, amerikansk skådespelare.
- 12 februari – Charles M. Schulz, 77, amerikansk serietecknare, seriehunden Snobben.
- 13 februari – James Cooke Brown, 78, amerikansk sociolog och science fiction-författare.
- 14 februari – Hagge Geigert, 74, svensk artist, skribent och teaterdirektör.
- 17 februari – Selina Chönz, 89, schweizisk, rätoromanskspråkig barnboksförfattare.
- 19 februari – Friedensreich Hundertwasser, 71, österrikisk målare, grafiker och arkitekt.
- 22 februari – Maurine Neuberger, 93, amerikansk demokratisk politiker, senator 1960–1967.
- 23 februari
  - Ofra Haza, 42, israelisk sångerska.
  - Sir Stanley Matthews, 85, engelsk fotbollsspelare.
- 27 februari – Birgit Wåhlander, 80, svensk skådespelare.
- 28 februari – Pelle Ström, 86, svensk sångare.

#### Mars
- 2 mars – Audun Boysen, 70, norsk friidrottare.
- 7 mars – Edward H. Levi, 88, amerikansk akademiker och politiker.
- 9 mars – Tuomas von Boehm, 83, finländsk konstnär.
- 11 mars – Gustaf Elander, 57, svensk skådespelare.
- 14 mars – Anne Wibble, 56, svensk politiker (fp), finansminister 1991–1994.
- 16 mars – Thomas Ferebee, 81, amerikansk militär, ledande bombfällare på Enola Gay, som släppte atombomben över Hiroshima.

### Andra kvartalet

#### April
- 2 april – Tommaso Buscetta, 71, italiensk maffiaboss.
- 5 april – Sune Holmqvist, 85, svensk skådespelare, musiker och sångare.
- 6 april – Habib Bourguiba, 96, Tunisiens förste president.
- 8 april – Claire Trevor, 90, amerikansk skådespelare.
- 10 april – Larry Linville, 60, amerikansk skådespelare (M*A*S*H).
- 24 april – Ulla Isaksson, 83, svensk författare och manusförfattare.
- 28 april
  - Kim Borg, 80, finländsk operasångare.
  - Jerzy Einhorn, 74, svensk professor i radioterapi och politiker (kristdemokrat).
- 30 april – Poul Hartling, 85, dansk politiker, Danmarks statsminister 1973–1975.

#### Maj
- 2 maj – Anitra Lucander, 82, finländsk målare.
- 7 maj – Douglas Fairbanks Jr., 90, amerikansk skådespelare.
- 15 maj – Gösta Prüzelius, 77, svensk skådespelare i bland annat Rederiet.
- 16 maj – Anna Ladegaard, 86, dansk författare.
- 21 maj
  - Barbara Cartland, 98, brittisk romantikförfattare.
  - John Gielgud, brittisk skådespelare.
- 25 maj – Kid Severin, 91, svensk journalist, författare och manusförfattare.
- 29 maj – Norma Sjöholm, 73, svensk revyskådespelare och dansare.

#### Juni
- 3 juni – William E. Simon, 72, amerikansk republikansk politiker, USA:s finansminister 1974–1977.
- 5 juni – Ingemar Grunditz, 82, svensk militär.
- 10 juni – Hafez al-Assad, 69, Syriens president 1971–2000.
- 21 juni – Åke Senning, 84, svensk kirurg.
- 23 juni – Peter Dubovský, 28, slovakisk fotbollsspelare.
- 28 juni – Nils Poppe, 92, svensk skådespelare.
- 29 juni – Vittorio Gassman, 77, italiensk skådespelare.

### Tredje kvartalet

#### Juli
- 1 juli
  - Torbjörn Iwan Lundquist, 79, svensk tonsättare och dirigent.
  - Walter Matthau, 79, amerikansk skådespelare.
- 15 juli – Einar Kjellén, 96, svensk arkeolog.
- 18 juli
  - Paul Coverdell, 61, amerikansk republikansk politiker, senator 1993–2000.
  - Orvokki Kangas, 78, finländsk politiker.
- 22 juli – Staffan Burenstam Linder, 68, svensk moderat politiker och nationalekonom, handelsminister 1976–1978 och 1979–1981, Europaparlamentariker 1995-2000.
- 24 juli – Ahmad Shamlu, 74, iransk poet och författare.
- 29 juli – Åke Hodell, 81, svensk stridspilot, författare och konstnär.
- 31 juli – Lars Jansson, 73, finlandssvensk författare och konstnär.

#### Augusti
- 5 augusti – Sir Alec Guinness, 86, brittisk skådespelare.
- 10 augusti – Artur Erikson, 82, svensk kristen sångare, pastor i Svenska Missionsförbundet.
- 12 augusti
  - Staffan Lindén, 74, svensk skämttecknare och författare [13].
  - Loretta Young, 87, amerikansk skådespelare.
- 17 augusti – Hans-Diedrich von Tiesenhausen, 87, tysk ubåtsbefälhavare under andra världskriget på U331.
- 24 augusti
  - Andy Hug, 35, schweizisk världsmästare i karate samt kick- och thaiboxning.
  - Tatiana Rjabusjinskaja, 83, rysk ballerina och koreograf.
- 25 augusti – Carl Barks, 99, amerikansk serietecknare (Kalle Anka).
- 31 augusti – Britta Brunius, 88, svensk skådespelare.

#### September
- 2 september – Heinz Harmel, 94, tysk SS-Brigadeführer och generalmajor i Waffen-SS.
- 18 september – Sten Sture Modéen, 80, svensk skådespelare och kortfilmsregissör.
- 20 september – German Titov, 65, sovjetisk kosmonaut.
- 25 september – Birgitta Palme, 59, svensk skådespelare, regissör och teaterchef.
- 28 september – Pierre Trudeau, 80, kanadensisk politiker.
- 30 september – Erno Paasilinna, 65, finländsk författare.

### Fjärde kvartalet

#### Oktober
- 6 oktober
  - John T. Connor, 85, amerikansk företagsledare och politiker.
  - Richard Farnsworth, 80, amerikansk skådespelare.
- 9 oktober – Robert Frederick Bennett, 73, amerikansk republikansk politiker, guvernör i Kansas 1975–1979.
- 16 oktober – Mel Carnahan, 66, amerikansk politiker.
- 18 oktober – Inga Gill, 75, svensk skådespelare.
- 28 oktober – Lída Baarová, 86, tjeckisk skådespelare.
- 31 oktober – Björn Alke, 62, svensk kompositör.

#### November
- 1 november – Gustaf Wingren, 89, svensk teolog och professor.
- 3 november – Bengt Brunskog, 80, svensk skådespelare.
- 7 november
  - Ingrid av Sverige, 90, drottning av Danmark 1947–1972, gift med Fredrik IX.
  - C. Subramaniam, 90, indisk politiker.
- 9 november – Hans Dahlin, 78, svensk skådespelare och regissör.
- 12 november – Halvar Björk, 72, svensk skådespelare.
- 16 november – Russ Conway, 75, brittisk pianist.
- 19 november – James Russell Wiggins, 96, amerikansk journalist och diplomat, FN-ambassadör 1968–1969.
- 20 november – Kalle Päätalo, 81, finländsk författare.
- 21 november – Harald Leipnitz, 74, tysk skådespelare.
- 22 november – Emil Zátopek, 78, tjeckoslovakisk friidrottare.
- 24 november – Carla Capponi, 81, italiensk läkare och kommunistisk motståndskvinna under andra världskriget.

#### December
- 5 december – Tjadden Hällström, 77, svensk skådespelare, revyförfattare och komiker.
- 9 december
  - Daniel Wretström, 17, svensk skinnskalle.
  - Mikael Strandberg, 46, svensk skådespelare, teaterledare och regissör.
- 16 december – Gunnar Lundin, 77, svensk skådespelare, inspicient och produktionsledare.
- 23 december
  - Noor Jehan, 74, pakistansk sångerska och skådespelare.
  - Victor Borge, 91, dansk-amerikansk pianist och underhållare.
- 25 december – Willard van Orman Quine, 92, amerikansk matematiker och filosof.
- 29 december – Jacques Laurent, 81, fransk författare
- 31 december – Alan Cranston, 86, amerikansk demokratisk politiker, senator 1969–1993.

## Nobelpris[14]
- Fysik
  - Zhores I Alferov, Ryssland
  - Herbert Kroemer, Tyskland
  - Jack S Kilby, USA
- Kemi
  - Alan J Heeger, USA
  - Alan G MacDiarmid, USA / Nya Zeeland
  - Hideki Shirakawa, Japan
- Medicin
  - Arvid Carlsson, Sverige
  - Paul Greengard, USA
  - Eric R Kandel, USA
- Litteratur – Gao Xingjian, Frankrike
- Fred – Kim Dae-jung, Sydkorea
- Ekonomi
  - James J Heckman, USA
  - Daniel McFadden, USA

### Fotnoter
1. ↑  ”Launch of the International Year for the Culture of Peace 2000, 14 September 1999, Bangkok” (på engelska). United Nations. https://unesdoc.unesco.org/ark:/48223/pf0000120246.
2. ↑  ”Isaak Newton Maths posters in the London Underground”. Arkiverad från originalet den 10 oktober 2013. https://web.archive.org/web/20131010060459/http://www.newton.ac.uk/wmy2kposters/.
3. ↑  ”Solway Harvester: A tale of tragedy”. BBC News Scotland. http://news.bbc.co.uk/1/hi/scotland/603558.stm. Läst 19 november 2007.
4. ↑  ”CNN.com – World – War crimes tribunal hands Croat general lengthy sentence – March 3, 2000”. Arkiverad från originalet den 17 december 2004. https://web.archive.org/web/20041217164501/http://edition.cnn.com/2000/WORLD/europe/03/03/war.crimes.bosnia.02/.. läst 19 november 2007.
5. 1 2 3 4 5  ”USA:s militära insatser i utlandet”. Arkiverad från originalet den 12 oktober 2011. https://www.webcitation.org/62NCLaa95?url=http://www.history.navy.mil/library/online/forces.htm.
6. ↑  ”Fifth Anniversary: Nasdaq's record all-time closing high 5,048.62”. http://www.finfacts.com/irelandbusinessnews/publish/article_1000766.shtml.. läst 19 november 2007.
7. ↑  ”Årtal och händelser i Jönköping”. Arkiverad från originalet den 31 juli 2013. https://web.archive.org/web/20130731013728/http://maltell.se/historia/databas/search/kronologiviewmobill2000.php.
8. ↑  ”India:1 billion population marks milestone”. http://news.google.com/newspapers?id=uOsSAAAAIBAJ&sjid=Xv0DAAAAIBAJ&pg=5551,31832&dq=india+1+billion+population.
9. ↑  ”Baby girl gives India 1 billion”. http://news.google.com/newspapers?id=4bILAAAAIBAJ&sjid=nlUDAAAAIBAJ&pg=6004,4288407&dq=india+1+billion+population.
10. ↑  ”Bangla 2000”. 27 juli 2000. Arkiverad från originalet den 19 mars 2013. https://web.archive.org/web/20130319114136/http://www.bangla2000.com/news/Archive/International/7-27-2000/news_detail7.html. Läst 19 mars 2011.
11. ↑  Faktakalendern 2006, Semic, 2005
12. ↑   patent US 6148354, Google Patents /patents.google.com (läst 10 juni 2025)
13. ↑  ”Det hände i dag”. http://webnews.textalk.com/se/calendar.php?id=9747&type=month&ds=20100531&list=true.
14. ↑  ”Nobelpriset”. https://www.nobelprize.org/prizes/lists/all-nobel-prizes/. Läst 10 april 2011.